# Tania Bailey
Pour les articles homonymes, voir Bailey.
Tania Bailey, née le 2 octobre 1979 à Stamford, est une joueuse professionnelle de squash représentant l'Angleterre. Elle atteint en mars 2003 la quatrième place mondiale sur le circuit international, son meilleur classement. Elle est membre de l'équipe d'Angleterre championne du monde par équipes en 2000 et 2006.

## Biographie
Tania Bailey est championne du monde junior en 1997 et capitaine de l'équipe d'Angleterre junior championne du monde et d'Europe par équipes. À la suite d'un accident de voiture, elle est opérée du genou, menaçant sa carrière, à l'âge de 21 ans, mais elle récupère avec succès et reprend sa carrière de joueuse.
En 2002, elle est finaliste du British Open face à Sarah Fitz-Gerald. En février 2006, elle obtient son premier titre de championnat britannique à Manchester, en battant la tête de série no 1 et tenante du tire Linda Elriani 3-1 lors d'une finale de 76 minutes très disputée.
Elle se retire du circuit en 2012 et le 4 janvier 2013, elle devient mère d'un petit garçon.

## Palmarès

### Titres
- Championnats britanniques : 2006
- Championnats du monde junior : 1997
- Championnats d'Europe junior : 2 titres (1997, 1998)
- Championnats d'Europe par équipes : 6 titres (1999-2001, 2006-2007, 2009)
- Championnats du monde par équipes : 2 titres (2000, 2006)

### Finales
- Hong Kong Open : 2006
- US Open : 2002
- British Open : 2002
- Malaysian Open: 2 finales (2006, 2007)
- Carol Weymuller Open : 2002
- Apawamis Open : 2001
- Championnats d'Europe : 2007
- Championnats du monde par équipes : 2 finales (2010, 2012)